# Merulina
Genre
Merulina est un genre de coraux durs de la famille des Meandrinidae.

## Liste d'espèces
Le genre Merulina comprend les espèces suivantes :
| Selon World Register of Marine Species (7 juillet 2015) : - Merulina ampliata Ellis & Solander, 1786 - Merulina rotunda Nemenzo, 1959 - Merulina scabricula Dana, 1846 - Merulina scheeri Head, 1983 - Merulina triangularis Veron & Pichon, 1980 | Selon ITIS (7 juillet 2015) : - Merulina ampliata Ellis & Solander, 1786 - Merulina scabricula Dana, 1846 - Merulina scheeri Head, 1983 |

Selon Paleobiology Database (7 juillet 2015) :
- Merulina ampliata